# La Bouza
La Bouza – gmina w Hiszpanii, w prowincji Salamanka, w Kastylii i León, o powierzchni 14,57 km². W 2011 roku gmina liczyła 84 mieszkańców.